# Honoré Charles Reille
Honoré Charles Michel Joseph, conte Reille (n. 1 septembrie 1775 la Antibes - d. 4 martie 1860 la Paris), conte al imperiului, general și mareșal al Franței. A fost ginerele mareșalului André Masséna și este înmormântat alături de acesta, în cripta Prinților de Essling.
1. 1 2  Baza de date Léonore
2. 1 2  Autoritatea BnF, accesat în 10 octombrie 2015
3. ↑  senat.fr